# Laksa

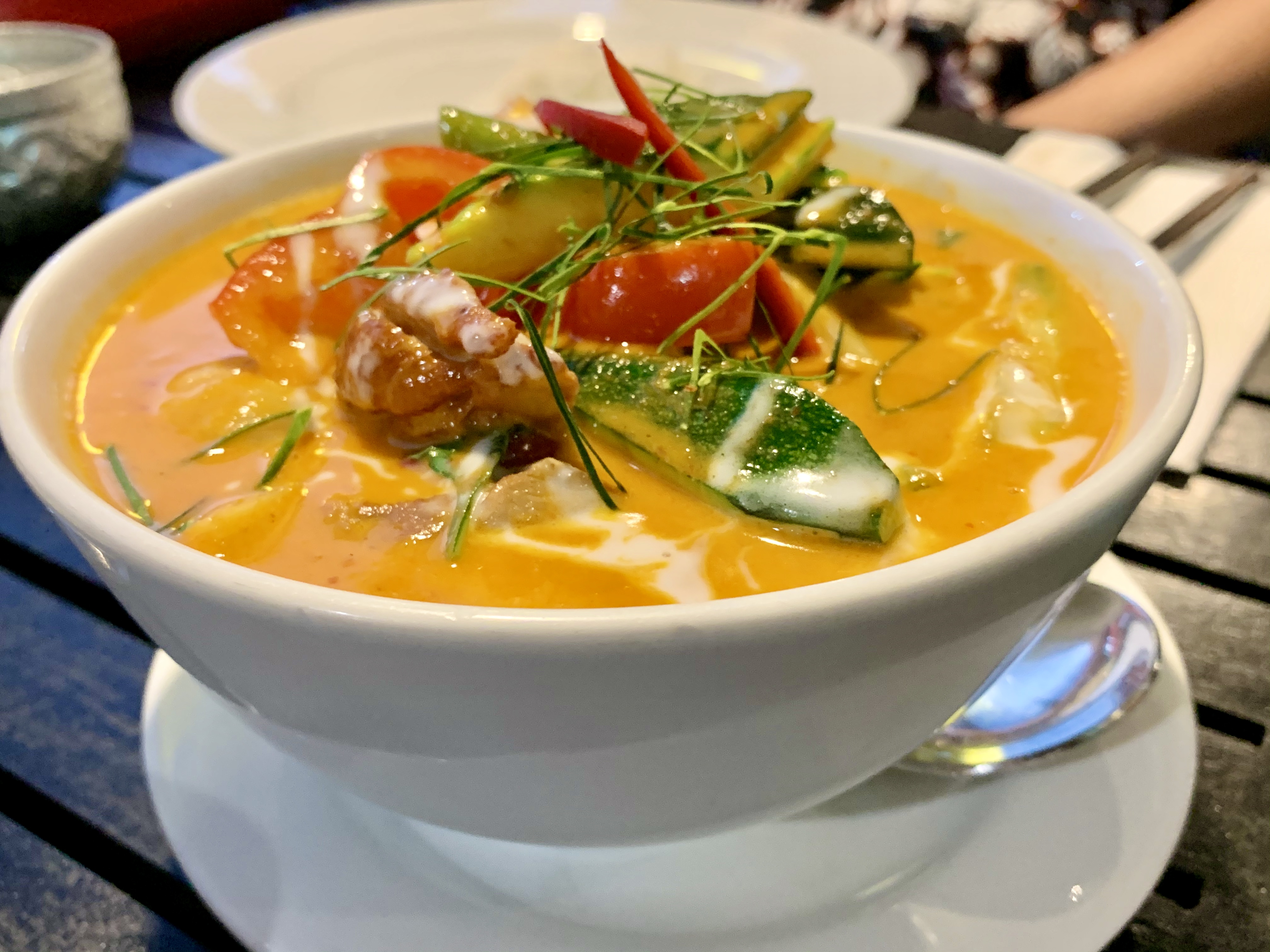

Laksa é uma sopa típica da Malásia e de Singapura e tem muitas variantes, mas todas incluem dois ingredientes “obrigatórios”: massa de arroz e folha-de-laksa, também conhecida como “coentro-do-vietname”.
As variantes principais são: 
- Laksa de Penang, também conhecida como “asam laksa”, cuja base é um caldo-de-peixe; e
- Nyonya laksa, também conhecida como “laksa lemak”,  baseada num molho de leite-de-coco; o nome está associado aos descendentes de chineses que imigraram no século  XVI para a colónia portuguesa de Malaca -e a seguir para outras colónias e localidades da zona do Estreito, peninsular e insular- e que se designam como “Baba-Nyonya”, palavras que indicam, respetivamente, o homem e a mulher, mas são também conhecidos como peranakan ou “Straits Chinese” (dos Estabelecimentos dos Estreitos, com referência ao estreito de Malaca). A palavra "nyonya" é capaz de ser uma adaptação do português castelhanizado "donha" ou "dona".[2][3]

## Laksa de Penang
O caldo, ou melhor, o molho que é a base da laksa de Penang começa por um cozido de anchovetas secas (ikan bilis) que depois se retira do caldo; junta-se massa de tamarindo, sumo de ananás, a parte branca de folhas de chá-príncipe, chalotas, hortelã, folhas de laksa, malagueta, flor-de-gengibre (bunga kantan, brotos das flores do gengibre vermelho) e leng kuas (gengibre azul) e deixa-se ferver durante três horas. Tradicionalmente, a laksa de Penang não leva carne nem camarão, mas apenas folhas de hortelã, cebola vermelha e pedaços de ananás, além da pasta de peixe. A massa tradicionalmente usada para o laksa em Penang é um beehoon grosso (massa de farinha de arroz, feita artesanalmente), mas também pode ser servido com beehoon fino ou com massa de farinha de trigo com ovos.
Alguns peranakans consideram esta laksa como parte da sua tradição; em especial, as flores de gengibre são utilizadas em muitos pratos desta cultura.

## Nonya Laksa
A laksa da tradição peranakan é feita combinando duas preparações separadas, a “pasta” de chá-príncipe com cebola e malagueta (ou um molho já preparado onde a malagueta é preponderante), e o caldo, preparado com leite-de-coco (lemak), caldo-de-galinha e camarão seco. Da fervura destes ingredientes resulta um molho leitoso e avermelhado, que se serve com ovo cozido, camarão, rebentos de soja, massa de arroz e folhas-de-laksa. De acordo com as tendências da casa ou  dos clientes, vários tipos de massa podem ser usados e, além ou em vez dos camarões, a sopa pode levar lagosta, caranguejo, ou mesmo galinha cozida.
Muitas vezes, principalmente em Penang, a nonya laksa é chamada laksa-de-caril (“curry laksa”). Numa receita, a pasta de condimentos inclui chalotas, alho, nozes de iguape (“candlenuts” ou “buah keras”, cuja utilização é típica da culinária peranakan) moídas, gengibre e malagueta, camarões secos que foram demolhados durante alguns minutos, e pasta de camarão (belacan); depois de bem misturada, a lume brando, com óleo, se necessário, juntam-se pedaços da parte branca de folhas de chá-príncipe.
A esta pasta, junta-se leite-de-coco e caldo-de-galinha e deixa-se ferver; junta-se camarões descascados, lulas em pedaços, amêijoas, tofu frito (“tau foo pok”), sal e pimenta, e deixam-se cozer os mariscos. A sopa serve-se sobre tigelas com massa de arroz (fresca ou seca, ou beehoon, e demolhada), rebentos de soja, folhas-de-laksa picadas, ovos de codorniz (ou um ovo de galinha cozido e cortado em rodelas) e chalotas fritas.

## Laksa de Singapura
Singapura fez parte dos Estabelecimentos dos Estreitos e tem uma grande população de origem peranakan, mas a laksa servida neste estado, principalmente no bairro Katong, é considerada diferente da nonya laksa, encontrando-se restaurantes que servem um preparado com coco ralado e frito, misturado com leite condensado; para além dessa diferença, o laksa de Singapura não leva ovo cozido e tipicamente é servido com pedaços de massa-de-peixe ou amêijoas. A massa é normalmente cortada com uma espátula (como uma “maltagliata”), pelo que a sopa pode ser comida com colher.